# Léon Jouhaux

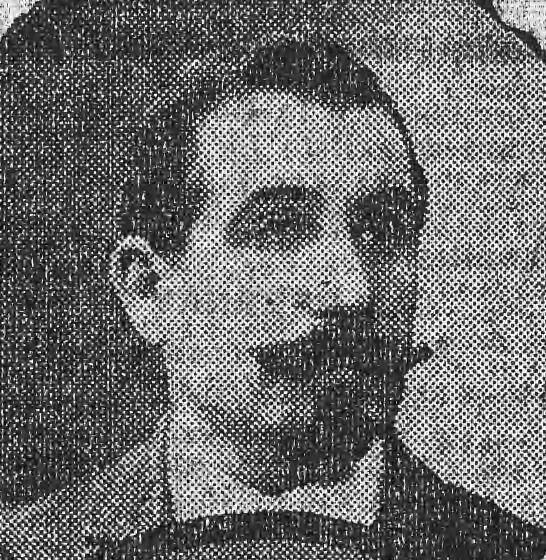
Chân dung Léon Jouhaux đăng trên tạp chí L'Humanité.

Léon Jouhaux (1 tháng 7 năm 1879 – 28 tháng 4 năm 1954) là một nhà lãnh đạo công đoàn người Pháp. Ông được biết đến nhiều với tư cách người nhận giải Nobel Hòa bình năm 1951.